# Christopher Drake
Christopher Drake (...) è un compositore statunitense.
Ha composto musiche per film, serie televisive e videogiochi, tra cui: Tusk,  Creepshow e Injustice 2.

## Filmografia parziale

### Cinema
- Hellboy - La spada maledetta (Hellboy: Sword of Storms) - film d'animazione, regia di Phil Weinstein e Tad Stones (2006)
- Hellboy - Fiumi di sangue (Hellboy: Blood and Iron) - film d'animazione, regia di Victor Cook e Tad Stones (2007)
- Batman - Il cavaliere di Gotham (Batman: Gotham Knight), registi vari (2008)
- Wonder Woman - film d'animazione, regia di Lauren Montgomery (2009)
- Superman/Batman: Nemici pubblici (Superman/Batman: Public Enemies) - film d'animazione, regia di Sam Liu (2009)
- Batman: Under the Red Hood - film d'animazione, regia di Brandon Vietti (2010)
- Lanterna Verde - I cavalieri di smeraldo (Green Lantern: Emerald Knights) - film d'animazione, registi vari (2011)
- Batman: Year One - film d'animazione, regia di Sam Liu e Lauren Montgomery (2011)
- Justice League: Doom - film d'animazione, regia di Lauren Montgomery (2012)
- Tusk, regia di Kevin Smith (2014)
- Tales of Halloween, registi vari (2015)
- Yoga Hosers - Guerriere per sbaglio (Yoga Hosers), regia di Kevin Smith (2016)
- Holidays, registi vari (2016)
- The Reckoning, regia di Neil Marshall (2020)
- The Manor, regia di Axelle Carolyn (2021)

### Televisione
- Creepshow - serie TV (2019-in corso)

## Videogiochi
- Batman: Arkham Origins (2013)
- Batman: Arkham Origins Blackgate (2013)
- Injustice: Gods Among Us (2013)
- Injustice 2 (2017)